# 人形師の夜
『人形師の夜』（にんぎょうしのよる）は、橘裕の漫画作品。白泉社から出版。2002年に発行された6巻が、2008年10月時点での最新刊で今のところ後続の単行本が出る様子はない。

ただし、著者は「不定期になるが、描きたい題材が見つかる限り続ける」を同単行本内で示しており、6巻19Pの1/4スペースでも、「次もいつ出るかわかりません・・・」と書かれているので、今後続編がでる可能性はある。

## 内容
強い想いを持った者の夢を叶えるために、人形師が依頼者の希望に沿った「人形」を与える話。
依頼者はその人形の体を借り、約一週間の期限付きで願いを叶えるために行動する。
また、その「人形」は基本的に、どう見ても普通の人間にしか見えないものばかり。
展開としては、基本的に一話完結。
願いは「女の子の身体」から「サンタクロース」まで様々。
目的は「恋愛」から「殺人」まで様々。
ただし、叶えることが出来るのは『純粋な想い』だけなので、想いに悪意や欲望が残っている者の前には、人形師に会う為の扉は現れない。
また作品全体の雰囲気としては、「どんなに絶望的な状況であっても僅かな救いが必ず存在していて、それを見つけることが出来れば、人間は希望を持って生きてゆける。」との作者の思いが共通のテーマで、現代社会の問題点を指摘することもあれば、純粋な話もある。

## 特殊ネタ

### お相撲戦隊ニクレンジャー
第5話中に出てきたテレビ番組、「正義」はその時々の人々の見方で変ってしまうもの意図から、第5話の内容が社会的正義を煽る事が目的ではない事を示す為に登場させたネタ。
作品中での設定は、「世界的な悪の秘密組織『ゲンリョウ』の野望を打ち砕く為に、持病の成人病をおして戦う力士達の愛と勇気の物語」となっている。

## 単行本
花とゆめコミックス
1. 1995年3月25日刊行 ISBN 4-592-12405-7
2. 1996年1月10日刊行 ISBN 4-592-12406-5
3. 1996年9月10日刊行 ISBN 4-592-12407-3
4. 1997年11月10日刊行 ISBN 4-592-12489-8
5. 2000年11月10日刊行 ISBN 4-592-17067-9
6. 2002年2月10日刊行 ISBN 4-592-17068-7

白泉社文庫
1. 2007年1月刊行 ISBN 978-4-592-88583-2
2. 2007年3月刊行 ISBN 978-4-592-88584-9
3. 2007年5月刊行 ISBN 978-4-592-88585-6